# HD 189567
HD 189567 (HR 7644 / HIP 98959 / GJ 776) és un estel a la constel·lació del Gall dindi de magnitud aparent +6,07. S'hi troba a 58 anys llum de distància del Sistema Solar.

## Característiques
HD 189567 és una nana groga de tipus espectral G2V amb una temperatura superficial de 5726 K. En aquesta mateixa constel·lació, δ Pavonis i ι Pavonis són estrelles semblants; igual que aquestes, HD 189567 és un anàleg solar de característiques físiques comparables a les del Sol. De lluminositat pràcticament igual a la lluminositat solar —la seva magnitud absoluta també és +4,83—, és menys massiva que el Sol, amb una massa estimada de 0,88 masses solars. No obstant això, sembla ser un estrella notablement més antiga que el Sol, amb una edat estimada en el rang de 8000 - 8700 milions d'anys.

## Composició química
El contingut metàl·lic d'HD 189567 difereix del solar. Així, la seva abundància relativa de ferro és només un 58% de la que té el Sol, tendència també observada en altres elements químics com a magnesi, crom i bari; en el cas de zirconi i neodimi, els valors observats són només lleugerament inferiors als solars.
Quant a l'abundància relativa d'elements lleugers, HD 189567 presenta una abundància relativa de liti —element amb el rang de nivells més ampli entre estels semblants al Sol—, inferior al solar (logє[Li] < 0,82). La seva abundància de beril·li és similar a la del nostre estel.

## Sistema planetari
La metal·licitat i cinemàtica d'HD 189567, així com el fet que no es conega cap planeta gegant orbitant-la a menys de 2 ua, han propiciat que figure entre els 25 objectius principals del «Catàleg de Sistemes Estel·lars Habitables» de l'Institut SETI.
El 2011 es va descobrir la presència d'un planeta extrasolar de baixa massa, denominat HD 189567 b, en òrbita al voltant d'aquest estel. Té una massa mínima equivalent a 10 vegades la massa de la Terra, movent-se a una distància de 0,11 ua respecte a HD 189567. El seu període orbital és de només 14,3 dies.